# Phloeopora teres
Phloeopora teres är en skalbaggsart som först beskrevs av Johann Ludwig Christian Gravenhorst 1802.  Phloeopora teres ingår i släktet Phloeopora, och familjen kortvingar. Arten har ej påträffats i Sverige.